# Trentième circonscription de Tokyo
La trentième circonscription de Tokyo (東京都第30区, Tōkyō-to dai-sanjū-ku) est l'une des trente circonscriptions législatives que compte la préfecture métropolitaine de Tokyo.

## Description géographique
Depuis 2022, la trentième circonscription de Tokyo regroupe les villes de Fuchū, Tama et Inagi,.

## Députés
| Législature | Début de mandat | Fin de mandat | Député élu        | Parti politique | Parti politique |
| ----------- | --------------- | ------------- | ----------------- | --------------- | --------------- |
| 50e         | 2024            | -             | Eri Igarashi (ja) |                 | PDC             |

## Résultats électoraux
| Parti | Parti                           | Candidat               | Vote   | Vote |
| Parti | Parti                           | Candidat               | Voix   | %    |
| ----- | ------------------------------- | ---------------------- | ------ | ---- |
|       | Parti démocrate constitutionnel | Eri Igarashi (ja)      | 98 146 | 42,0 |
|       | Parti libéral-démocrate         | Akihisa Nagashima (ja) | 91 798 | 39,3 |
|       | Parti communiste japonais       | Kan Hayakawa           | 19 061 | 8,2  |
|       | Sanseitō                        | Yūichirō Takeda        | 17 013 | 7,3  |
|       | Minna de tsukuru tō             | Ken Mitsui             | 7 815  | 3,3  |